# Voodoo (Automarke)
Voodoo war eine britische Automobilmarke, die von 1971 bis 1973 von Normandale Products in Long Itchington (Warwickshire) gebaut wurde.
Der Voodoo basierte auf dem Hillman Imp, dessen Vierzylinder-Reihenmotor mit 875 cm³ er auch im Heck eingebaut hatte. Auf dem Fahrgestell war eine extrem niedrige und lange GFK-Karosserie aufgebaut, die von den ehemaligen Chrysler-Stylisten Geoff Neale und John Arnold konstruiert worden war. Bestimmten die Klappscheinwerfer und die kuppelartige Windschutzscheibe die Frontansicht, so ähnelte der Wagen von hinten einem Mittelmotorsportwagen vom Schlage eines Ferrari. Die gesamte Glaskuppel und das Lenkrad konnten nach vorne abgeklappt werden, um den Einstieg in das nur 889 mm hohe Fahrzeug zu ermöglichen. Teile des Fahrwerks und die Scheibenbremsen stammten vom Vauxhall Viva HA, der Tank vom Ford Anglia.
1971 wurde der Wagen auf der Earl's Court Motor Show präsentiert; 1973 stand er auf der Olympia Racing Car Show. Nur zwei Exemplare wurden gebaut, ein drittes angefangen. Nach dem tragischen Tod Arnolds wurden die Aktivitäten eingestellt. 1981 wurde versucht, das Projekt erneut zu beleben, aber ohne Erfolg.